# ليسلي مونرو
كان السير ليسلي نوكس مونرو، (26 فبراير 1901 - 13 فبراير 1974). (بالإنجليزية: Leslie Munro)‏. محاميًا وصحفيًا وسياسيًا من ذوي المكانة الدولية في نيوزيلندا.

## القانون ووسائط الإعلام
درس مونرو في مدرسة أوكلاند النحوية وجامعة أوكلاند ، حيث تخرج مع ماجستير في القانون في عام 1923. أصبح عميد كلية الحقوق في جامعة أوكلاند في عام 1938 ، وتدرس وتدار في الجامعة في مجموعة متنوعة من الأدوار حتى عام 1951 ، كان مونرو أيضًا رئيسًا لجمعية أوكلاند للمحكمة من 1936 إلى 1938. وأجرى مونرو محادثات إذاعية حول الأحداث العالمية لخدمة الإذاعة الوطنية النيوزيلندية أن بي أس (NBS) ، وكتب إلى نيوزيلاند هيرالد ، حيث كان محررًا عام 1942 إلى 1951.

## روابط خارجية
- ليسلي مونرو على موقع مونزينجر (الألمانية)